# Elvino de Brito

Elvino de Brito.

Elvino José de Sousa e Brito (Goa, Índia Portuguesa, 19 de maio de 1851 — Lisboa, 17 de agosto de 1902) foi um militar, engenheiro, administrador, professor e político português. Foi governador civil de Faro, entre 1 de outubro de 1889 e 27 de janeiro de 1890, e ministro das Obras Públicas, Comércio e Indústria, entre 18 de agosto de 1898 e 25 de junho de 1900, no XLIX Governo da Monarquia Constitucional de José Luciano de Castro.